# Hemigomphus heteroclytus
Hemigomphus heteroclytus – gatunek ważki z rodziny gadziogłówkowatych (Gomphidae).